# Saga o Ragnarovim sinovima
Saga o Ragnarovim sinovima je legendarna nordijska saga o Ragnaru Lothbroku i njegovim sinovima.
Kada je Sigurd Hring umro Ragnar je uspio da postane kralj Švedske i Danske. Mnogi strani kraljevi su došli kako bi uzeli dio misleći da je Ragnar previše mlad da bi odbranio tako veliko kraljevstvo. Heraud, grof Gotlanda i jedan od Ragnarovih vazala je imao veoma lepu kćerku Toru kojoj je jednom poklonio lindvorma (vrsta zmaja u nordijskoj mitologiji). Nakon nekog vremena ona se zatvorila u svoj dvor i zapretila da niko ne sme da uđe osim sluga koji dolaze da hrane zver, pa je Heraud obećao da će dati svoju kćerku onome ko ubije zver. Kada je Ragnar čuo za to  otišao je u Gotland, ubio zver, oženio Toru i nastavio da oslobađa svoje kraljevstvo.
Ragnar i Tora su imali dva sina Erika i Agnara, ali se Tora nakon par godina razboljela i umrla. Nakon toga Ragnar je ozenio Aslaug, kćerku legendarnog Sigurda i Brumhilde. Oni su dobili 4 sina: Ivar Bez Kostiju, Hvitserk, Sigurd Sa Zmijom U Oku i Uba.
Ragnarovi sinovi su odgajani tako da budu jednaki kao njihov otac, tako da su išli svugde i ratovali. Osvojili su Seland, Gotland, Jiland, Eland i brojna manja ostrva.
Kako Ragnar nije želio da ga njegovi sinovi bace u senku on je imenovao za kralja Švedske Ejstejna Belija i poručio mu da štiti zemlju od njegovih sinova. Jednog leta dok je Ragnar bio u Baltiku, njegovi sinovi Erik i Agnar su došli do jezera Melaren u Švedskoj i poslali kurira u Upsalu tražeći od Ejstejna da se sastane sa njima. Od njega su tražili da postane njihov vazal i da svoju kćerku Borghildu da Eriku za ženu, na šta on nije pristao. Nakon duge bitke Erik je zatočen a Agnar ubijen. Kako je Ejstejn želeo mir ponudio je Eriku svoju kćerku i zemlju kako je on i tražio ali mu je Erik poručio da nakon ovako teškog poraza i smrti svoga brate ne želi da živi. Ejstejn je ispunio njegovu želju.
Kada su Aslaug i njeni sinovi čuli za smrt Erika i Agnara želeli su da ih osvete. Aslaug je krenula sa 1500 ratnika preko zemlje dok su njeni sinovi krenuli brodovima. U bici su porazili i ubili Ejstejna i tako osvetili smrt svoje braće.
Ragnar nije bii srećan zbog odluke svojih sinova da krenu u isvetu bez njega i odlučii da krene u Englesku sa samo dva knara (vikinški brod) kako bi pokazao svojim sinovima da je veći ratnik od njih. Brodovi su bili izgrađeni u Vestfoldu i bili su ogromni brodovi. Aslaug je savetovala Ragnara da ti brodovi nisu pogodni za englesku obalu ali Ragnar nije poslušao njen savet, pa je stigao u Englesku i počeo da ruši i pali engleska sela. 
Kada je kralj Aela od Nortambrije čuo da je Ragnar stigao skupio je veliku vojsku, napao Ragnara, porazio ga i zarobio. Ragnar je nosio košulju koju mu je napravila Aslaug i ništa nije moglo da je probije. Kada ga je kralj Aela bacio u kavez sa zmijama zmije nisu mogle da ga ujedu, tako da je jedan Englez morao skinuti Ragnarovu odeću nakon čega su ga zmije izujedale do smrti.
Ragnarovi sinovi su potom napali Englesku ali Ivar nije želeo da se bore kad je video koliko je velika engleska vojska pa je od kralja Alee tražio kao kompenzaciju mali deo zemljišta toliki da bi samo mogao da stane u hladu hrasta. Oko toga je napravio takav zaklon da može da stane jedan čitav grad na tom mestu, gde je kasnije nastao grad Jork. Ivar se uortačio sa celom Engleskom tako da je većina engleskih grofova postala lojalna Ivaru i njegovoj braći. Nakon toga Ivar je odlučio da napadnu kralja Aelu, u bici u kojoj su mnogi Englezi stali na njihovu stranu kralj Aela je ubijen tako da je Ragnarova smrt osvećena. Ivar je postao kralj severoistočne Engleske.
Ragnarovi sinovi su napadali Englesku, Vels, Francusku i Italiju sve dok nisu došli do grada Luno u Italiji nakon čega su se vratili u Skandinaviju i podelili kraljevstvo između sebe.

## Literatura
- Waggoner, Ben (2009), The Sagas of Ragnar Lodbrok, The Troth, ISBN 978-0-578-02138-6

## Spoljašnje veze
- The Tale of Ragnar's sons in English translation by Peter Tunstall with Facing Old Norse Text
- Þáttr af Ragnars sonum